# Deutsch-Jordanische Gesellschaft
Die Deutsch-Jordanische Gesellschaft (DJG) ist ein beim Amtsgericht Hannover eingetragener Verein, der ausschließlich und unmittelbar gemeinnützige Zwecke verfolgt.
Zentrales Ziel des Vereins ist die Förderung der deutsch-jordanischen Freundschaft. Der Satzungszweck wird insbesondere verwirklicht durch die Pflege und den Ausbau der deutsch-jordanischen Beziehungen auf allen zivilgesellschaftlichen Gebieten. Es soll das Wissen und das gegenseitige Verständnis über Geschichte, Kultur, Politik, Wirtschaft und weitere Themen der Gegenwart im Interesse der Bewohner beider Länder gefördert werden.
Der Verein wurde im Jahre 1963 in Hannover gegründet. Initiator und Gründungspräsident (von 1963 bis 2013) war der Unternehmer und Honorarkonsul Kurt Uihlein. Im Jahr 2023 feierte die DJG in einem Festakt in Hannover ihr 60-jähriges Bestehen.
Die Geschäftsstelle des Vereins befindet sich in Kirchzarten.

## Struktur
Präsident der DJG ist seit Februar 2023 Jochen Pleines. Seine Vorgänger waren unter anderem  Gabriele Groneberg (ehemalige MdB) (2016–2023) und der ehemalige Audi-Manager Helmut Henseler (2008–2016).

## Aktivitäten
Zu den Aktivitäten der Gesellschaften gehören Vorträge, Symposien und Jahrestagungen, Delegations- und Studienreisen nach Jordanien, Ausstellungen und die Organisation regelmäßiger Treffen des parlamentarisch-politischen Beirats in Berlin. Ein weiterer wichtiger Schwerpunkt der Arbeit der Gesellschaft ist die Organisation eines regelmäßigen Jugendaustausches. In den Regionalgruppen finden regelmäßig Veranstaltungen unterschiedlichster Art statt, die einen engen Bezug zum Haschemitischen Königreich Jordanien haben. Daneben werden auch Bildungs- und Kulturreisen für Erwachsene durchgeführt. Ein Einsatzbereich betrifft die Unterstützung sozialer Projekte und die Hilfe in Notsituationen.
Im Jahr 2023 beschäftigte sich eine Podiumsveranstaltung, die gemeinsam mit der IHK Hannover durchgeführt wurde, mit dem arbeitsmarktpolitischen Thema „Generating Synergies for the German and Jordanian Labour Market“.
Im Juni 2024 veranstaltete die DJG gemeinsam mit dem Goethe-Institut und dem DAAD in der Chamer of Industry in Amman einen Kongress zum Thema „Die deutsche Sprache in Jordanien – neue Aufgaben erfordern Networking! Lehrerausbildung und beruflicher Sprachunterricht im deutsch-jordanischen Kontext.“ 
In einem monatlich erstellten „Newsletter Jordanien“ informiert die DJG ihre Mitglieder über aktuelle Nachrichten, Berichte und Erkenntnisse.